# Шевченко Олександр Тихонович
Олександр Тихонович Шевченко (27 жовтня 1924, село Ямпіль Чорнобильського району Київської губернії, тепер знятий з обліку населений пункт Київської області — 6 липня 2021, місто Київ) — український радянський діяч, міністр промисловості будівельних матеріалів Української РСР. Депутат Верховної Ради УРСР 10—11-го скликань. Народний депутат України 1-го скликання. Член Ревізійної комісії КПУ в 1986—1990 роках.

## Життєпис

Могила Олександра Шевченка, Байкове кладовище

Народився в селянській родині.
З 1943 по 1947 рік — служба в Червоній Армії. Учасник Другої світовой війни.
Закінчив Дніпропетровський інженерно-будівельний інститут.
У 1947—1951 роках — начальник відділу, начальник цеху Новоієрусалимського цегляного заводу Московської області.
Член ВКП(б) з 1948 року.
У 1951—1955 роках — змінний майстер, начальник цеху Кудиновського заводу керамічних блоків Московської області.
У 1955—1968 роках — директор Демуринського заводу вогнетривких виробів Дніпропетровської області; директор Криворізького заводу силікатної цегли; директор Дніпропетровського заводу стінових матеріалів; керуючий Дніпропетровським трестом будматеріалів.
У 1968—1979 роках — начальник Головного управління промисловості будівельних матеріалів УРСР; заступник міністра промисловості будівельних матеріалів Української РСР; начальник відділу Держплану УРСР.
23 листопада 1979 — 1990 року — міністр промисловості будівельних матеріалів Української РСР.
З 1990 року — економічний радник Міністерства (потім Державної корпорації) промисловості будівельних матеріалів України. Співзасновник Українського державного концерну по виробництву цементу і азбестоцементних виробів.
Помер на 97-му році життя 6 липня 2021 року. Похований разом із дружиною на Байковому кладовищі Києва (ділянка № 31, 50°25′16.80″ пн. ш. 30°30′16.80″ сх. д. / 50.4213333° пн. ш. 30.5046667° сх. д.).

## Нагороди
- два ордени Трудового Червоного Прапора
- орден Вітчизняної війни ІІ ст. (1985)
- медалі
- Почесна грамота Президії Верховної Ради Української РСР (1.11.1974)
- Державна премія УРСР в галузі науки і техніки (1987) — за розробку та впровадження енерго- і ресурсозберігаючих технологій керамічних стінових матеріалів на основі використання вуглевмісних відходів як сировини